# 科科斯（基林）群岛郡
科科斯（基林）群岛郡（英語：Shire of Cocos (Keeling) Islands）是澳大利亚海外领地科科斯（基林）群岛所在的地方政府区域，设立于1992年。科科斯（基林）群岛郡虽然隶属于西澳大利亚州，却由澳大利亚律政部以及一名行政长官管理。科科斯（基林）群岛郡委员会有7名委员。郡委员会在霍姆岛办公。